# Ủy ban Cải cách và Phát triển Quốc gia (Trung Quốc)
Ủy ban Cải cách và Phát triển Quốc gia Cộng hòa Nhân dân Trung Hoa (Hán văn giản thể: 中华人民共和国国家发展和改革委员会, bính âm: Zhōnghuá Rénmín Gònghéguó Guójiā Fāzhǎn hé Gǎigé Wěiyuánhuì, Hán-Việt: Trung Hoa Nhân dân Cộng hòa quốc Quốc gia Phát triển hòa Cải cách Ủy viên hội) tiền thân là Ủy ban Kế hoạch Nhà nước và Ủy ban Quy hoạch Phát triển Nhà nước, là cơ quan quản lý kinh tế vĩ mô trực thuộc Quốc vụ viện Cộng hòa Nhân dân Trung Hoa, có quyền kiểm soát hành chính và kế hoạch hóa rộng rãi đối với nền kinh tế Trung Quốc. Ứng cử viên cho chức vụ Chủ tịch NDRC được Thủ tướng Quốc vụ viện Trung Quốc đề cử và được Quốc hội Trung Quốc phê chuẩn. Kể từ tháng 3 năm 2023, Ủy ban được điều hành bởi ông Trịnh Sách Khiết.

## Chức năng
Chức năng của Ủy ban Cải cách và Phát triển Quốc gia là nghiên cứu và xây dựng các chính sách phát triển kinh tế xã hội, duy trì sự cân bằng trong phát triển kinh tế và hướng dẫn cơ cấu lại hệ thống kinh tế của Trung Quốc. NDRC có 26 phòng chức năng/phòng/văn phòng với số nhân viên có thẩm quyền là 890 công chức.

## Danh sách chủ tịch
| STT | Tên              | Bắt đầu nhiệm kỳ    | Kết thúc nhiệm kỳ   | Thủ tướng                 |
| --- | ---------------- | ------------------- | ------------------- | ------------------------- |
| 1   | Cao Cương        | Tháng 11 năm 1952   | Tháng 8 năm 1954    | Chu Ân Lai                |
| 2   | Lý Phú Xuân      | Tháng 9 năm 1954    | Tháng 1 năm 1975    | Chu Ân Lai                |
| 3   | Dư Thu Lý        | Tháng 1 năm 1975    | Tháng 8 năm 1980    | Chu Ân Lai Hoa Quốc Phong |
| 4   | Diêu Y Lâm       | Tháng 8 năm 1980    | Tháng 6 năm 1983    | Triệu Tử Dương            |
| 5   | Tống Bình        | Tháng 6 năm 1983    | Tháng 6 năm 1987    | Triệu Tử Dương            |
| 6   | Diêu Y Lâm       | Tháng 6 năm 1987    | Tháng 12 năm 1989   | Triệu Tử Dương Lý Bằng    |
| 7   | Trâu Gia Hoa     | Tháng 12 năm 1989   | Tháng 3 năm 1993    | Lý Bằng                   |
| 8   | Trần Cẩm Hoa     | Tháng 3 năm 1993    | Tháng 3 năm 1998    | Lý Bằng                   |
| 9   | Tăng Bồi Viêm    | Tháng 3 năm 1998    | Tháng 3 năm 2003    | Chu Dung Cơ               |
| 10  | Mã Khải          | Tháng 3 năm 2003    | Tháng 3 năm 2008    | Ôn Gia Bảo                |
| 11  | Trương Bình      | Tháng 3 năm 2008    | 16 Tháng 3 năm 2013 | Ôn Gia Bảo                |
| 12  | Từ Thiệu Sử      | 16 Tháng 3 năm 2013 | 24 Tháng 2 năm 2017 | Lý Khắc Cường             |
| 13  | Hà Lập Phong     | 24 Tháng 2 năm 2017 | 12 Tháng 3 năm 2023 | Lý Khắc Cường             |
| 14  | Trịnh Sách Khiết | 12 Tháng 3 năm 2023 | Nay                 | Lý Cường                  |

## Cục Năng lượng Quốc gia
NEA được thành lập vào tháng 8 năm 2008, thay thế cho Cục Năng lượng Quốc gia (NEB; 国家 能源 局) nhằm cải cách quản lý năng lượng phân tán của Trung Quốc.